# توم وايتس
توم وايتس (بالإنجليزية: Tom Waits)‏ هو مغني وكاتب أغاني و ملحن و ممثل أمريكي ولد في يوم 7 ديسمبر 1949 في مدينة بومونا، كاليفورنيا في الولايات المتحدة فاز هذا المغني بعدة جوائز غرامي.

## روابط خارجية
- توم وايتس على موقع IMDb (الإنجليزية)
- توم وايتس على موقع الموسوعة البريطانية (الإنجليزية)
- توم وايتس على موقع روتن توميتوز (الإنجليزية)
- توم وايتس على موقع مونزينجر (الألمانية)
- توم وايتس على موقع قاعدة بيانات الأفلام العربية
- توم وايتس على موقع ألو سيني (الفرنسية)
- توم وايتس على موقع ميوزك برينز (الإنجليزية)
- توم وايتس على موقع رولينغ ستون (الإنجليزية)
- توم وايتس على موقع أول موفي (الإنجليزية)
- توم وايتس على موقع قاعدة بيانات برودواي على الإنترنت (الإنجليزية)